# Nick Moss

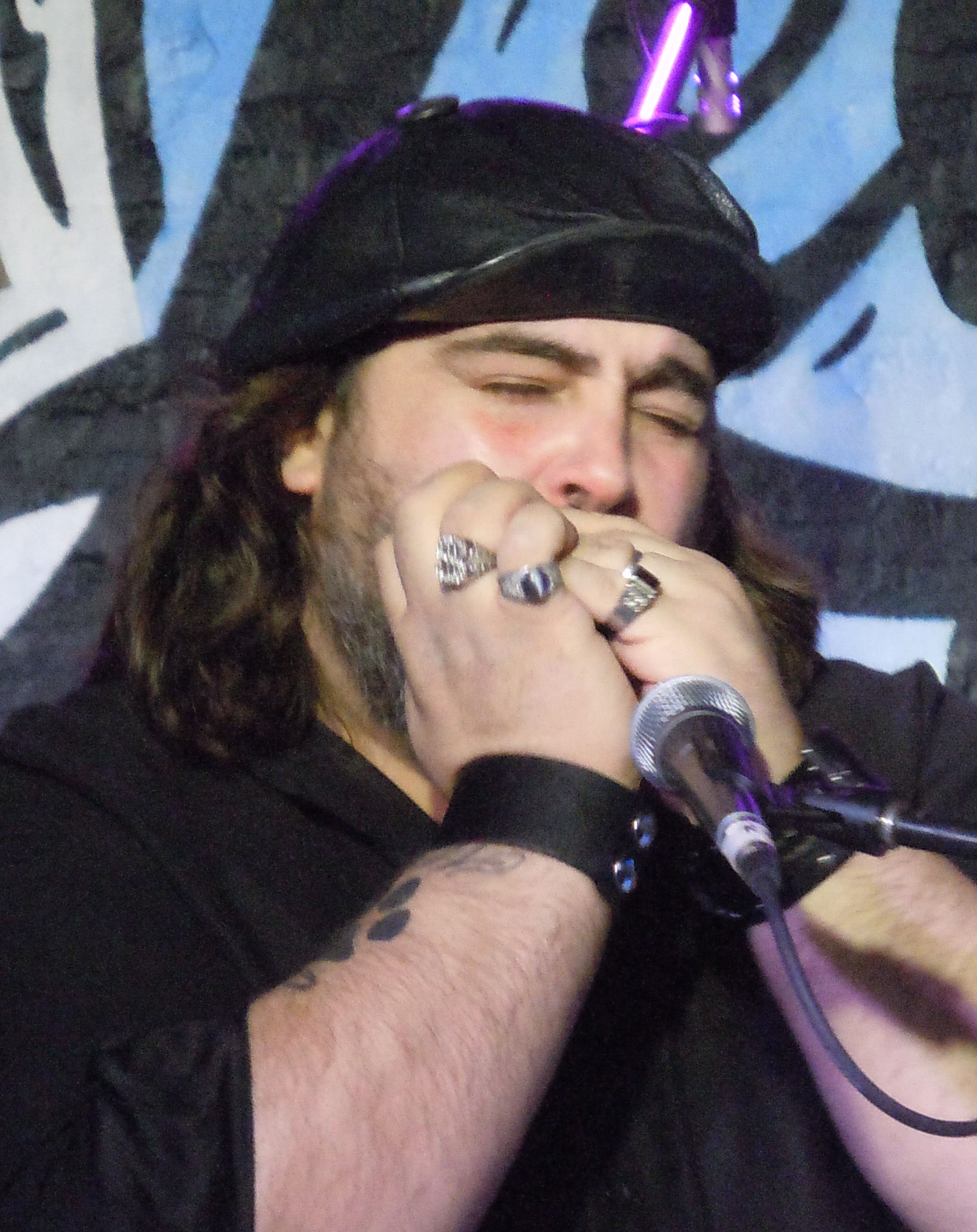
Nick Moss (2011)

Nick Moss (* 15. Dezember 1969 in Chicago, Illinois, USA) ist ein US-amerikanischer Bluesmusiker (Gitarre, Bass, Mundharmonika, Gesang), Songwriter, Bandleader, Labelbetreiber und Musikproduzent.

## Biografie
Geboren am 15. Dezember 1969 in Chicago (Illinois), begann Nick Moss mit 12 Jahren, Bassgitarre zu spielen. Zu seinen Vorbildern zählte er unter anderem Peter Green, Freddie King und Buddy Guy ebenso wie die Bands Free, Blind Faith und Led Zeppelin mit ihren jeweiligen Gitarristen. Auf der Highschool war Moss ein vielversprechender Footballspieler und Wrestler, doch beendete eine Nierenoperation 1988 die Aussicht auf eine mögliche Karriere als Sportler. Ein Konzert von Little Charlie & the Nightcats während seiner Genesung beeindruckte Moss dermaßen, dass er weitere Blueskonzerte besuchte und schließlich den Bass in der Band von Buddy Scott spielte, in der bereits sein älterer Bruder Joe Rhythmusgitarrist war.
Danach spielte er zwei Jahre in der Band von Jimmy Dawkins. 1993 schloss er sich der Legendary Blues Band an und spielte Bass auf deren letztem Album Money Talks (1993). Der Frontmann der Band, Willie „Big Eyes“ Smith, ermunterte Moss, Leadgitarre zu spielen, und die spielte er in der Legendary Blues Band über zwei Jahre, bevor sich die Band trennte.
Moss spielte vier Jahre lang Gitarre in der Band von Jimmy Rogers, tourte mit ihr in den Staaten und Europa, bevor er sich einer Solokarriere zuwandte. Sein Debütalbum First Offense (1998) unter dem Namen Nick Moss and the Flip Tops wurde auf dem Label Blue Bella Records veröffentlicht, das Moss zu diesem Zweck gründete. Der Song Mistakes from the Past wurde mit einem Blues Blast Music Award als „Song of the Year“ ausgezeichnet.
Seine nächsten Alben Got a New Plan (2001), Count Your Blessings (2003), Sadie Mae (2005), Live at Chan’s (2006) und Play It ’Til Tomorrow (2007) wurden jeweils für einen W. C. Handy Blues Award, ab 2006 offiziell Blues Music Award, nominiert. In der Band spielten in dieser Zeit viele aufstrebende Bluesmusiker, darunter Kenny „Beedy Eyes“ Smith (Schlagzeug), Lurrie Bell und Anson Funderburgh (Gitarre), Bob Stroger (Bass) und Curtis Salgado (Gesang), um nur einige zu nennen.
2010 erschien mit Privileged das erste Album mit dem neuen Bandnamen Nick Moss Band, das sich vom Chicago Blues mehr in Richtung Bluesrock bewegte. Ab 2010 war der Sänger und Rhythmusgitarrist Mike Ledbetter Mitglied der Nick Moss Band. Mit ihm nahm Moss vier Alben auf – Here I Am (2011), Time Ain’t Free (2014), Live & Luscious (2015) und das Doppelalbum From the Root to the Fruit (2016) –, bevor Ledbetter 2016 zu Monster Mike Welch wechselte.
Das Album The High Cost of Low Living (2018) war der Beginn der Zusammenarbeit mit dem Mundharmonikaspieler Dennis Gruenling. Die Veröffentlichung erfolgte bei Alligator Records, ebenso wie beim nächsten Album Lucky Guy! (2019). Bei den 40. Blues Music Awards 2019 wurde Moss zum „Traditional Blues Male Artist of the Year“ gekürt. Im Mai 2020 gewann die Nick Moss Band mit Dennis Gruenling zwei Blues Music Awards in den Kategorien „Band des Jahres“ und „Traditionelles Bluesalbum des Jahres“ für Lucky Guy!, zudem wurde der Titelsong Lucky Guy als „Song of the Year“ ausgezeichnet. 
2023 erschien das Album Get Your Back Into It! mit Dennis Gruenling.

## Auszeichnungen
- 1999: Blues Blast Music Award in der Kategorie „Song of the Year“ für Mistakes from the Past[1]
- 2009: Blues Blast Music Award als „Best Band“ mit den Flip Tops[2]
- 2010: Blues Blast Music Award in der Kategorie „Best Contemporary Blues Recording“ für Priviledged[2]
- 2019: Blues Music Award in der Kategorie „Traditional Blues Male Artist“[7]
- 2020: Blues Music Award in der Kategorie „Traditional Blues Album“ für Lucky Guy! – The Nick Moss Band feat. Dennis Gruenling[7]
- 2020: Blues Music Award in der Kategorie „Song of the Year“ für Lucky Guy[7]
- 2020: Blues Music Award in der Kategorie „Band of the Year“ – The Nick Moss Band[7]

## Diskografie
- 1998: First Offense (Blue Bella Records) – Nick Moss and the Flip Tops
- 2001: Got a New Plan (Blue Bella Records) – Nick Moss and the Flip Tops
- 2003: Count Your Blessings (Blue Bella Records) – Nick Moss and the Flip Tops
- 2005: Sadie Mae (Blue Bella Records) – Nick Moss and the Flip Tops
- 2006: Live at Chan’s (Blue Bella Records) – Nick Moss and the Flip Tops
- 2007: Play It ’Til Tomorrow (Blue Bella Records) – Nick Moss and the Flip Tops
- 2009: Live at Chan’s, Combo Platter No. 2 (Blue Bella Records) – Nick Moss and the Flip Tops
- 2010: Privileged (Blue Bella Records) – Nick Moss Band
- 2011: Here I Am (Blue Bella Records) – Nick Moss Band
- 2014: Time Ain’t Free (Blue Bella Records) – Nick Moss Band
- 2015: Live & Luscious (Blue Bella Records) – Nick Moss Band, live aufgenommen beim Baltic Blues Festival in Eutin
- 2016: From the Root to the Fruit (Doppel-CD; Blue Bella Records) – Nick Moss Band
- 2018: The High Cost of Low Living (Alligator Records) – Nick Moss Band featuring Dennis Gruenling
- 2019: Lucky Guy! (Alligator Records) – Nick Moss Band featuring Dennis Gruenling
- 2023: Get Your Back Into It! (Alligator Records) – Nick Moss Band featuring Dennis Gruenling